# Деннехи, Миа
Джеремиа Деннехи (англ. Jeremiah Dennehy; 29 марта 1950, Корк, Манстер — 10 ноября 2023, Корк, Манстер) — ирландский футболист, играл на позиции атакующего полузащитника.

## Биография

### Клубная карьера
В 1968 году Деннехи присоединился к клубу «Корк Хибернианс», за который играл в течение пяти сезонов. В составе «Хибс» он выиграл несколько трофеев, среди которых были чемпионский титул в 1971 году и Кубок Ирландии в 1972 году. 23 апреля 1972 года в финале против «Уотерфорд» Деннехи оформил хет-трик и помог «Хибс» выиграть титул. Хет-трик Деннехи в финале Кубка Ирландии является уникальным достижением в истории финалов Кубка Ирландии. В последующие годы только два футболиста Джон Райан («Брей Уондерерс», 1990) и Дэвид Макмиллан («Дандолк», 2020) повторил это достижение, но они забивали некоторые голы в дополнительное время.
В январе 1973 года Деннехи перешёл в английский «Ноттингем Форест». В составе «лесников» отыграл два сезона и сыграл 41 матч, но после прихода Брайана Клафа на пост главного тренера потерял место в составе. В июле 1975 года перешёл в «Уолсолл», в составе которого за три сезона сыграл 128 матчей и забил 22 гола. В июле 1978 года стал игроком клуба «Бристоль Роверс», за который играл два сезона. В 1980 году в течение некоторого времени был членом команды «Троубридж Таун», а затем на короткое время перешёл в «Кардифф Сити», но за «лазурных птиц» так и не играл.
В 1980 году вернулся в Ирландию и присоединился к клубу «Корк Юнайтед», за который сыграл 19 матчей. В последующие годы играл за «Уотерфорд», «Лимерик», «Дроэду Юнайтед» и завершил карьеру в 1985 году в команде «Ньюкасл Вест».

### Карьера в сборной
За сборную Ирландии сыграл 11 матчей и забил 2 гола.

### Личная жизнь
В августе 2007 года стал жертвой нападения возле одного из пабов в Мейфилде. После нападения он провёл несколько недель в Университетской больнице Корка, когда находился в коме. Затем он проходил реабилитацию в Национальном реабилитационном центре в Дублине, где заново учился говорить.
В последние годы страдал от болезни Альцгеймера, которая ограничила его публичность. Скончался 10 ноября 2023 года в возрасте 73 лет после продолжительной болезни.

## Достижения
«Корк Хибернианс»
- Чемпион Ирландии (1): 1970/71
- Обладатель Кубка Ирландии (1): 1971/72
- Обладатель Трофея Ирландской лиги (1): 1969/70